# Anori
Anori é um município brasileiro no interior do estado do Amazonas, Região Norte do país. Pertencente à Região Geográfica Intermediária de Manaus e Região Geográfica Imediata de Coari, localiza-se a oeste de Manaus, capital do estado, distando desta cerca de 234 quilômetros.
Ocupa uma área de 5 795,283 km² e sua população, estimada pelo Instituto Brasileiro de Geografia e Estatística (IBGE) em 2021, era de 21 937 habitantes, sendo assim o quadragésimo quinto município mais populoso do estado do Amazonas e o terceiro de sua microrregião.

## Histórico
A história de Anori remete-se em conjunto com a história de seu vizinho o município de Codajás, quando foi criado através do decreto estadual número 1186, de 31 de dezembro de 1943 o distrito de Anori subordinado a administração de Codajás, em 29 de dezembro de 1956 foi elevado a categoria de município pela lei estadual nº 117, desmembrando-se de seu vizinho e formando o atual município. Seu nome vem da palavra indígena em Nheengatu, "Uanuri" ou "Wanury" regionalmente conhecida como "Ánory", que significa "Tracajá macho", uma espécie de quelônio dulcícola de tom negro azulado com manchas amarelas, facilmente encontrada na região.

## Geografia
Localiza-se a uma latitude 03º46'22" sul e a uma longitude 61º38'39" oeste, estando a uma altitude de 120 metros.
Possui uma área de  6.274,5 km².

## Indicadores sociais
- Renda:

- Renda per Capita em 2000 era de 91,12 R$/hab
- Percentual da renda proveniente de transferências governamentais em 2000 era de 13,74 %
- Pobreza:

- Intensidade da indigência em 2000 era de 49,08 %
- Intensidade da pobreza em 2000 era de 54,39 %
- Percentual de indigentes em 2000 era de 39,59 %
- Percentual de pobres em 2000 era de 68,54 %
- Desigualdade:

- Índice de Gini em 1991 era de 0,480 e em 2000 era de 0,590.
- Percentual da renda apropriada pelos 10% mais ricos da população em 1991 era de 35,39 % e em 2000 era de 47,08 %
- Percentual da renda apropriada pelos 40% mais pobres da população em 1991 era de 13,79 % e em 2000 era de 8,37 %

## Economia
|                                                                           |      |
| \| Serviços \| 76 % \| \| Agropecuária \| 14 % \| \| Indústria \| 10 % \| |      |
| Serviços                                                                  | 76 % |
| Agropecuária                                                              | 14 % |
| Indústria                                                                 | 10 % |

## Infraestrutura

### Saúde
O município possuía, em 2009, 3 estabelecimentos de saúde, sendo todos estes públicos municipais ou estaduais, entre hospitais, pronto-socorros, postos de saúde e serviços odontológicos. Neles havia 24 leitos para internação. Em 2014, 98,31% das crianças menores de 1 ano de idade estavam com a carteira de vacinação em dia. O índice de mortalidade infantil entre crianças menores de 5 anos, em 2016, foi de 26,32 indicando um aumento em comparação a 1995, quando o índice foi de 13,95 óbitos a cada mil nascidos vivos. Entre crianças menores de 1 ano de idade, a taxa de mortalidade aumentou de 9,30 (1995) para 15,04 a cada mil nascidos vivos, totalizando, em números absolutos, 106 óbitos nesta faixa etária entre 1995 e 2016. No mesmo ano, 31,90% das crianças que nasceram no município eram de mães adolescentes. Conforme dados do Sistema Único de Saúde (SUS), órgão do Ministério da Saúde, a taxa de mortalidade devido a acidentes de transportes terrestres não registrou nenhum óbito em 2016, permanecendo o mesmo resultado de anos anteriores, quando não se registrou nenhum óbito neste indicador. Ainda conforme o SUS, baseado em pesquisa promovida pelo Sistema de Informações Hospitalares do DATASUS, não houve internações hospitalares relacionadas ao uso abusivo de bebidas alcoólicas e outras drogas, entre 2008 e 2017.
A taxa de mortalidade infantil média na cidade é de 16,0 para 1.000 nascidos vivos. Em 2016, 50% das mortes de crianças com menos de um ano de idade foram em bebês com menos de sete dias de vida. Óbitos ocorridos em crianças entre 7 e 27 dias de vida foram 25% dos registros. Outros 25% dos óbitos foram em crianças entre 28 dias e um ano de vida. No referido período, houve 7 registros de mortalidade materna, que é quando a gestante entra em óbito por complicações decorrentes da gravidez. O Ministério da Saúde estima que 66,66% das mortes que ocorreram em 2016, entre menores de um ano de idade, poderiam ter sido evitadas, especialmente pela adequada atenção à saúde da gestante, bem como por ações de imunização. Cerca de 98,7% das crianças menores de 2 anos de idade foram pesadas pelo Programa Saúde da Família em 2014, sendo que 0,4% delas estavam desnutridas.
Até 2009, Anori possuía estabelecimentos de saúde especializados apenas em clínica médica, e nenhum estabelecimento de saúde com especialização em psiquiatria, traumato-ortopedia, cirurgia bucomaxilofacial, neurocirurgia, obstetrícia ou pediatria. Dos estabelecimentos de saúde, apenas 1 deles era com internação. Até 2016, havia 5 registros de casos de HIV/AIDS, tendo uma taxa de incidência, em 2016, era de 0 casos a cada 100 mil habitantes, e a mortalidade, em 2016, 0 óbitos a cada 100 mil habitantes. Entre 2001 e 2012 houve 47 casos de doenças transmitidas por mosquitos e insetos, sendo a principal delas a dengue.